# Das Gesetz der Zwei
Das Gesetz der Zwei (Originaltitel: I due violenti) ist ein früher Italowestern von Primo Zeglio. Die deutschsprachige Erstaufführung erfolgte am 23. April 1965.

## Handlung
Robert Logan ist Sergeant bei den Texas Rangern; er wird auf seinen Freund Cassidy angesetzt, der von Bates und anderen wegen Mordes angeklagt ist und entfliehen konnte. Er fängt ihn wieder ein, muss aber auf dem Rückweg Angriffe von Banditen abwehren, die die Landbesitzerin Linda Rattinson angeheuert hat. Dabei kann Cassidy, der die ganze Zeit seine Unschuld beteuerte, wieder entkommen. Als Logan mit den kriminellen Taten Rattinsons und ihrer Leute, zu denen auch Bates gehört, Schluss machen will, muss er von Cassidy aus Todesgefahr gerettet werden. Zusammen können die beiden nicht nur der Bande ein Ende bereiten, sondern darüber hinaus feststellen, dass unter den zahlreichen Verbrechen, die Rattinson in der Gegend anrichtete, auch das war, weswegen Cassidy angeklagt wurde.

## Kritik
Wenig Begeisterung beim Lexikon des internationalen Films: „Roher Eurowestern, der seine klischeebeladene Geschichte stur abspult.“ Auch der Evangelische Film-Beobachter gelangt zu keiner besseren Einschätzung: „Der Film führt einen solchen Grad von sturem Pflichtgefühl und unreflektiertem Gehorsam vor, daß der Streifen abzulehnen ist.“ Dagegen meinten die Segnalazioni Cinematografiche, der Film sei interessant und spektakulär durch eine lebendige Rhythmusgebung und die Dramaturgie der Ereignisse. Christian Keßler stellt fest, der Film sei eine Kopie „eines amerikanischen Edelwestern“: Unschuldig Verfolgter, edler Held, die Stadt voller Feiglinge seien vorhanden. Dabei „unterhalte der Film über die gesamte Laufzeit auf anständige Weise“.